# 平山駅 (黄海北道)
平山駅（ピョンサンえき）は、朝鮮民主主義人民共和国黄海北道平山郡平山邑にある朝鮮民主主義人民共和国鉄道省の駅である。

## 乗り入れ路線
平釜線（京義線）と青年伊川線の分岐駅。青年伊川線は駅の南方（開城側）で平釜線から分岐する。

## 歴史
- 1906年4月3日：京義線敷設完成[1]。
- 1908年4月1日：南川駅として正式に旅客営業開始[2][3]。
- 日時不明：平山駅に改称。

## 隣の駅
朝鮮民主主義人民共和国鉄道省
平釜線
物開駅 - 平山駅 - 太白山城駅
青年伊川線
平山駅 - 岐灘駅